# 高山繁文
高山 繁文（たかやま しげふみ、慶安2年6月20日（1649年7月29日） - 享保3年2月7日（1718年3月8日））は、江戸時代の甲斐谷村藩と武蔵川越藩の国家老、俳人。通称は高山傳右衛門。俳号は麋塒（びじ）。

## 生涯
甲斐国・都留郡谷村（山梨県都留市）に秋元家の国家老・高山孝繁の次男として生まれる。幼名は彦四郎、長じて繁文と改める。高山家は代々、秋元家の家老を勤め、また熱心な日蓮宗徒であった。繁文は幼少より江戸で老中となる谷村藩主・秋元喬知に仕えていたが、万治3年（1660年）に長兄の繁孝が没すると500石の家督を継ぎ、寛文12年（1672年）、24歳で家老に就いた。卓越した手腕で城代となり、ついには1200石の国家老となった。
宝永元年（1704年）、藩主の喬知は川越藩主に転封となる。元禄から宝永にかけては元禄大地震や宝永地震・富士山の宝永大噴火など大地震が頻発し、天変地異から人心が乱れていた。赤穂浪士討ち入りなど騒然とした世相の中、繁文は喬知の命で、甲斐国より多くの職人を連れて来て、養蚕の奨励、絹織物の技術指導を行った。繁文は城代家老を勤めた岩田彦助とともに川越藩でその才能を謳われ、その結果袴地の川越（絹）平や羽織地の川越斜子といった地場産業が生まれ、江戸を初め各地に搬出されて川越藩の重要な特産品となった。また繁文は、甲州柿や養魚などの農閑余業も指導し、農家の安定した基盤が生まれた。川越藩の殖産興業において繁文の事績は極めて大きい。
正徳4年（1714年）、繁文が永年厚恩を受けた藩主・喬知が永眠すると、同い年の繁文は喬知に殉じ、その法要が済むと剃髪して「幻世」と号を改め法体となり、その回向に余生を送った。喬知に遅れること5年、享保3年（1718年）繁文没す。行年70歳。墓は埼玉県川越市石原町の本応寺で、埼玉県指定旧跡となっている。墓碑は「融心院幻世常爾居士」。

## 俳人として
俳号は麋塒（びじ）。江戸出府の折、松尾芭蕉の門人となった。天和2年12月28日（1683年1月25日）の八百屋お七の火事で芭蕉庵を焼失し命からがら難を逃れた芭蕉と弟子の芳賀一晶を甲斐・谷村（現在の都留市）に招いたのは国家老の繁文である。この芭蕉の甲斐流寓は一冬を過ごし翌年の5月にまで及んだ。芭蕉は39歳であった。この様子は宝井其角の『枯尾華』に詳しい。芭蕉は貞享元年（1684年）秋から翌年にかけて伊賀国上野へ旅行し、紀行文『野ざらし紀行』を記している。芭蕉は帰路において甲斐国から甲州街道を経て江戸へ戻っており、谷村へ立ち寄った芭蕉は繁文に会っている。これに因んで都留市では毎年「都留市ふれあい全国俳句大会」を開催している。

## 主な句集
- 『真澄の鏡』
  - 『武蔵曲』、『虚栗』、『続虚栗』、『白根嶽』、『一字幽蘭集』にも繁文（麋塒）の句が収められている。